# عصر آدمخواران
عصر آدمخواران (انگلیسی: Age of Cannibals) فیلمی در ژانر درام و کمدی است که در سال ۲۰۱۴ منتشر شد.

## خلاصه فیلم
"اولرز" و "نیدرلندر" دو تاجر موفق هستند که به کشورهای رده پایین با وضعیت نه چندان جالب سفر می‌کنند تا رضایت مشتریان خود را جلب کنند...